# Professional'nyj Basketbol'nyj klub CSKA 2003-2004
Questa voce raccoglie le informazioni riguardanti il Professional'nyj Basketbol'nyj klub CSKA nelle competizioni ufficiali della stagione 2003-2004.

## Stagione
La stagione 2003-2004 del Professional'nyj Basketbol'nyj klub CSKA è la 13ª nel massimo campionato russo di pallacanestro, la Professional'naya basketbol'naya liga.

## Roster
Aggiornato al 13 dicembre 2021
| CSKA Mosca 2003-04 | CSKA Mosca 2003-04 |
| Giocatori          | Staff tecnico      |
| ------------------ | ------------------ |

| N. | Naz.                                                | Ruolo | Nome                 | Anno | Alt.   | Peso   |  |
| -- | --------------------------------------------------- | ----- | -------------------- | ---- | ------ | ------ |  |
| 4  | Grecia (bandiera)                                   | P     | Theodōros Papaloukas | 1977 | 200 cm | 100 kg |  |
| 5  | Stati Uniti (bandiera)                              | G     | Marcus Brown         | 1974 | 191 cm | 90 kg  |  |
| 6  | Russia (bandiera)                                   | AG    | Sergej Panov (C)     | 1970 | 205 cm | 100 kg |  |
| 7  | Russia (bandiera)                                   | G     | Anton Judin          | 1972 | 197 cm | 95 kg  |  |
| 7  | Russia (bandiera)                                   | A     | Valerij Lichodej     | 1986 | 203 cm | 100 kg |  |
| 9  | Georgia (bandiera)                                  | PG    | Giorgi Tsintsadze    | 1986 | 193 cm | 84 kg  |  |
| 10 | Stati Uniti (bandiera) · Russia (bandiera)          | P     | J.R. Holden          | 1976 | 185 cm | 84 kg  |  |
| 11 | Russia (bandiera)                                   | G     | Egor Vjal'cev        | 1985 | 193 cm | 88 kg  |  |
| 12 | Russia (bandiera)                                   | AP    | Sergej Monja         | 1983 | 202 cm | 97 kg  |  |
| 13 | Russia (bandiera)                                   | AG    | Viktor Chrjapa       | 1982 | 203 cm | 101 kg |  |
| 14 | Russia (bandiera)                                   | C     | Aleksej Savrasenko   | 1979 | 215 cm | 120 kg |  |
| 15 | Russia (bandiera)                                   | C     | Aleksandr Bašminov   | 1978 | 211 cm | 108 kg |  |
| 16 | Serbia e Montenegro (bandiera) · Turchia (bandiera) | AG    | Mirsad Türkcan       | 1976 | 206 cm | 102 kg |  |
| 20 | Stati Uniti (bandiera)                              | C     | Victor Alexander     | 1969 | 208 cm | 120 kg |  |
| 21 | Serbia e Montenegro (bandiera)                      | C     | Dragan Tarlać        | 1973 | 211 cm | 122 kg |  |

| Allenatore                                                                        |
| - Dušan Ivković                                                                   |
| Assistente/i                                                                      |
| - Pavel Googe - Ivan Jeremić Legenda - (C) Capitano - (IN) Inattivo - Infortunato |

## Mercato

### Sessione estiva
| Acquisti | Acquisti          | Acquisti        | Acquisti   | Acquisti |
| R.a      | Nome              | da              | Modalità   |          |
| -------- | ----------------- | --------------- | ---------- | -------- |
| PG       | Giorgi Tsintsadze | Basco Batumi    | definitivo |          |
| AG       | Mirsad Türkcan    | Mens Sana Siena | definitivo |          |
| G        | Marcus Brown      | Efes Pilsen     | definitivo |          |
| C        | Dragan Tarlać     | Real Madrid     | definitivo |          |
| A        | Valerij Lichodej  | Chimki          | definitivo |          |
| G        | Anton Judin       | UNICS Kazan'    | definitivo |          |

| Cessioni | Cessioni            | Cessioni         | Cessioni       | Cessioni |
| R.       | Nome                | a                | Modalità       |          |
| -------- | ------------------- | ---------------- | -------------- | -------- |
| P        | Evgenij Pašutin     |                  | ritirato       |          |
| G        | Zachar Pašutin      | Ural Great Perm' | fine contratto |          |
| C        | Victor Alexander    | Málaga           | fine contratto |          |
| AG       | Darius Songaila     | Sacramento Kings | fine contratto |          |
| G        | Nikolaj Padius      | Dinamo Mosca     | fine contratto |          |
| C        | Daniėl' Soldatov    | Chimki           | fine contratto |          |
| G        | Nikos Chatzīvrettas | Panathīnaïkos    | fine contratto |          |

### Dopo l'inizio della stagione
| Acquisti | Acquisti         | Acquisti | Acquisti      | Acquisti   |
| R.       | Nome             | da       | Data          | Modalità   |
| -------- | ---------------- | -------- | ------------- | ---------- |
| C        | Victor Alexander | Málaga   | novembre 2003 | definitivo |

| Cessioni | Cessioni | Cessioni | Cessioni | Cessioni |
| R.       | Nome     | a        | Data     | Modalità |
| -------- | -------- | -------- | -------- | -------- |